# DeSoto Suburban
DeSoto Suburban – samochód osobowy klasy luksusowej produkowany pod amerykańską marką DeSoto w latach 1946–1954.

## Historia i opis modelu

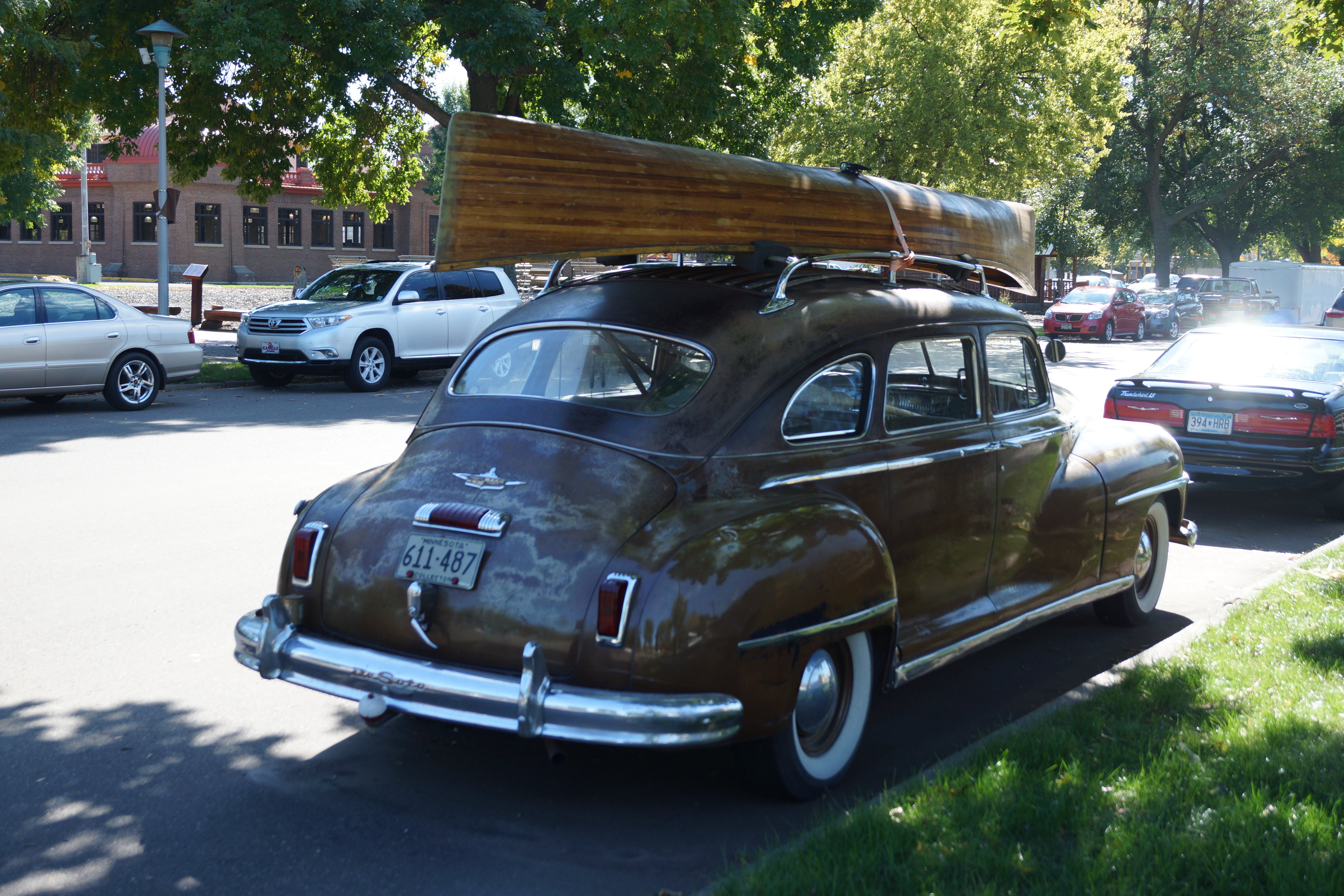
DeSoto Suburban - tył

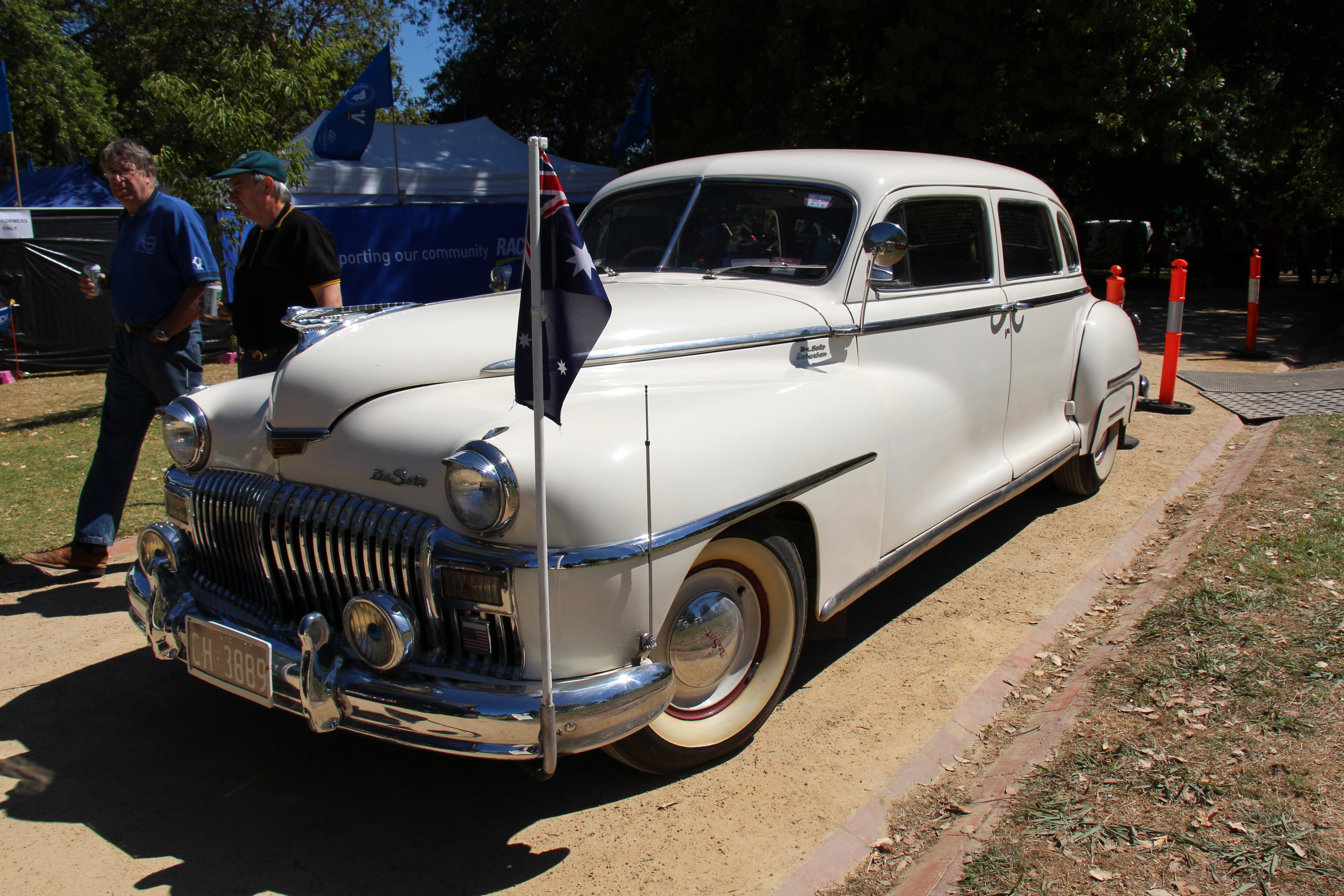
DeSoto Suburban Sedan

Model Suburban pojawił się w ofercie DeSoto jako sztandarowy model opracowany na bazie mniejszej limuzyny Custom. Podobnie jak inne pojazdy producenta z przełomu lat 40. i 50. XX wieku, Suburban charakteryzował się masywną, obłą sylwetką z zaokrąglonymi nadkolami, licznymi chromowanymi akcentami w nadwoziu i dużą atrapą chłodnicy dominującą cały pas przedni.

### Nadwozie
DeSoto Suburban charakteryzował się największym nadwoziem spośród wszystkich pojazdów w ofercie DeSoto, co wynikało głównie z rozstawu osi. Przekładało się to na przestronny przedział pasażerski.

### Silnik
- L6 3.9l